# Belikh
Le Belikh ou Balikh (en arabe : نهر البليخ) est une rivière pérenne (jusqu'à une époque récente) qui coule en Syrie. Elle naît à la source karstique 'Ayn al-'Arus, près de Tall Abyad, à proximité de l'actuelle frontière de la Turquie, et se jette plus au sud dans l'Euphrate près de la ville de Raqqa. Son cours est long d'une centaine de kilomètres.
Les précipitations varient de 300 mm en moyenne près de la frontière turque à 200 mm près de Raqqa, avec des épisodes de sécheresse qui surviennent plusieurs fois par décennie, de sorte que l'agriculture est impossible sans irrigation. 
Un ancien affluent, le Jullab, prenait sa source au nord de Şanlıurfa ; il est aujourd'hui à sec avant d'atteindre la plaine de Harran, l'antique Carrhes. 

## Histoire
La région semble avoir été plus humide et plus peuplée dans la Protohistoire et l'Antiquité ; cependant, elle connaît un effondrement démographique vers 2 500 av. J.-C., probablement dû à une catastrophe climatique. Tell Sabi Abyad, sur le Belikh, a été une importante forteresse  du Néolithique à l'époque médio-assyrienne à la fin de l'âge du bronze. Une importante route royale traversait cette plaine ; elle est suivie par l'armée de Cyrus le Jeune en 401 av. J.-C. et c'est là que s'est jouée la bataille de Carrhes qui opposa les Romains aux Parthes en 53 av. J.-C.. 
Pendant les croisades, au début du XIIe siècle, le Belikh marque la frontière entre le comté d'Édesse, un des États latins, et la principauté turque des Artoukides de Harran. Selon le chroniqueur Guillaume de Tyr, le pays est alors fertile, traversé de canaux, et il y croît « assez de froment et d'autres bons blés ». C'est encore au bord du Belikh que se joue la bataille de Harran en 1104, victoire des musulmans sur les croisés.
Pendant la guerre civile syrienne, la bataille de Tall Abyad (mai-juin 2015) et l'offensive turque Source de paix (octobre 2019) se déroulent en partie sur ses rives.
Du fait de la croissance démographique et d'une consommation accrue, le Belikh est désormais à sec une partie de l'année ; les villages se concentrent le long de la vallée en fonction des ressources en eau. Leur population a connu d'importants changements démographiques, les péripéties de la guerre entraînant le déplacement des populations kurdes ou arabes.  

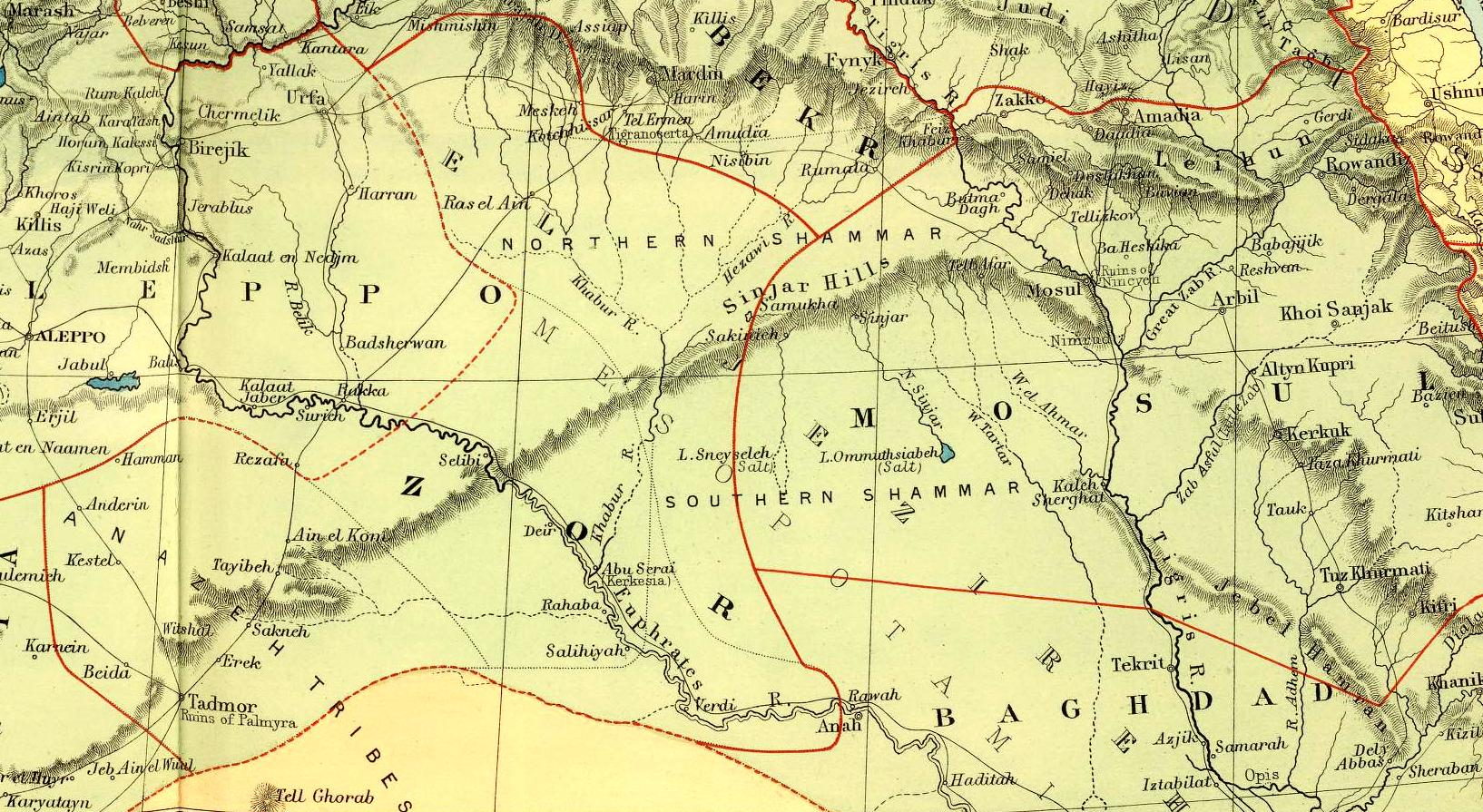
Le Belikh et son affluent à sec, le Jullab, à l'est d'Alep. Carte du district ottoman de Zor par Edward Stanford, 1901.